# 17.ª etapa de la Vuelta a España 2018
La 17.ª etapa de la Vuelta a España 2018 tuvo lugar el 12 de septiembre de 2018 entre Guecho y el Monte Oiz sobre un recorrido de 157 km y fue ganada por el ciclista canadiense Michael Woods del equipo EF Education First-Drapac. El ciclista británico Simon Yates del equipo Mitchelton-Scott conservó el maillot de líder.

## Clasificación de la etapa
| \| Clasificación de la etapa \| Clasificación de la etapa \| Clasificación de la etapa \| Clasificación de la etapa \| Clasificación de la etapa \| \| Ciclista \| Ciclista \| Equipo \| Tiempo \| \| \| ------------------------- \| ------------------------- \| -------------------------- \| ------------------------- \| ------------------------- \| \| 1.º \| Michael Woods \| EF Education First-Drapac \| 4 h 09 min 48 s \| \| \| 2.º \| Dylan Teuns \| BMC Racing Team \| + 5 s \| \| \| 3.º \| David de la Cruz \| Team Sky \| + 10 s \| \| \| 4.º \| Rafał Majka \| Bora-Hansgrohe \| + 13 s \| \| \| 5.º \| Ilnur Zakarin \| Katusha-Alpecin \| + 38 s \| \| \| 6.º \| Alessandro De Marchi \| BMC Racing Team \| + 44 s \| \| \| 7.º \| Amanuel Ghebreigzabhier \| Dimension Data \| + 48 s \| \| \| 8.º \| Jesús Herrada \| Cofidis, Solutions Crédits \| + 51 s \| \| \| 9.º \| Jai Hindley \| Team Sunweb \| + 55 s \| \| \| 10.º \| Vincenzo Nibali \| Bahrain-Merida \| + 1 min 48 s \| \| |                         |                            |                 |
| |                         |                            |                 |
| Fuente: ProCyclingStats |                         |                            |                 |
| Clasificación de la etapa |                         |                            |                 |
| Ciclista | Ciclista                | Equipo                     | Tiempo          |
| 1.º | Michael Woods           | EF Education First-Drapac  | 4 h 09 min 48 s |
| 2.º | Dylan Teuns             | BMC Racing Team            | + 5 s           |
| 3.º | David de la Cruz        | Team Sky                   | + 10 s          |
| 4.º | Rafał Majka             | Bora-Hansgrohe             | + 13 s          |
| 5.º | Ilnur Zakarin           | Katusha-Alpecin            | + 38 s          |
| 6.º | Alessandro De Marchi    | BMC Racing Team            | + 44 s          |
| 7.º | Amanuel Ghebreigzabhier | Dimension Data             | + 48 s          |
| 8.º | Jesús Herrada           | Cofidis, Solutions Crédits | + 51 s          |
| 9.º | Jai Hindley             | Team Sunweb                | + 55 s          |
| 10.º | Vincenzo Nibali         | Bahrain-Merida             | + 1 min 48 s    |

## Clasificaciones al final de la etapa

### Clasificación general
| \| Clasificación general \| Clasificación general \| Clasificación general \| Clasificación general \| Clasificación general \| \| Ciclista \| Ciclista \| Equipo \| Tiempo \| \| \| --------------------- \| --------------------- \| ------------------------- \| --------------------- \| --------------------- \| \| 1.º \| Simon Yates \| Mitchelton-Scott \| 69 h 05 min 34 s \| \| \| 2.º \| Alejandro Valverde \| Movistar Team \| + 25 s \| \| \| 3.º \| Enric Mas \| Quick-Step Floors \| + 1 min 22 s \| \| \| 4.º \| Miguel Ángel López \| Astana \| + 1 min 36 s \| \| \| 5.º \| Steven Kruijswijk \| LottoNL-Jumbo \| + 1 min 48 s \| \| \| 6.º \| Nairo Quintana \| Movistar Team \| + 2 min 11 s \| \| \| 7.º \| Ion Izagirre \| Bahrain-Merida \| + 4 min 09 s \| \| \| 8.º \| Rigoberto Urán \| EF Education First-Drapac \| + 4 min 36 s \| \| \| 9.º \| Thibaut Pinot \| Groupama-FDJ \| + 5 min 31 s \| \| \| 10.º \| Tony Gallopin \| AG2R La Mondiale \| + 6 min 05 s \| \| |                    |                           |                  |
| |                    |                           |                  |
| Fuente: ProCyclingStats |                    |                           |                  |
| Clasificación general |                    |                           |                  |
| Ciclista | Ciclista           | Equipo                    | Tiempo           |
| 1.º | Simon Yates        | Mitchelton-Scott          | 69 h 05 min 34 s |
| 2.º | Alejandro Valverde | Movistar Team             | + 25 s           |
| 3.º | Enric Mas          | Quick-Step Floors         | + 1 min 22 s     |
| 4.º | Miguel Ángel López | Astana                    | + 1 min 36 s     |
| 5.º | Steven Kruijswijk  | LottoNL-Jumbo             | + 1 min 48 s     |
| 6.º | Nairo Quintana     | Movistar Team             | + 2 min 11 s     |
| 7.º | Ion Izagirre       | Bahrain-Merida            | + 4 min 09 s     |
| 8.º | Rigoberto Urán     | EF Education First-Drapac | + 4 min 36 s     |
| 9.º | Thibaut Pinot      | Groupama-FDJ              | + 5 min 31 s     |
| 10.º | Tony Gallopin      | AG2R La Mondiale          | + 6 min 05 s     |

### Clasificación por puntos
| Clasificación por puntos | Clasificación por puntos | Clasificación por puntos | Clasificación por puntos | Clasificación por puntos |
| Ciclista                 | Ciclista                 | Equipo                   | Puntos                   |                          |
| ------------------------ | ------------------------ | ------------------------ | ------------------------ | ------------------------ |
| 1.º                      | Alejandro Valverde       | Movistar Team            | 117 pts                  |                          |
| 2.º                      | Dylan Teuns              | BMC Racing Team          | 93 pts                   |                          |
| 3.º                      | Peter Sagan              | Bora-Hansgrohe           | 83 pts                   |                          |
| 4.º                      | Miguel Ángel López       | Astana                   | 71 pts                   |                          |
| 5.º                      | Benjamin King            | Dimension Data           | 69 pts                   |                          |
| 6.º                      | Simon Yates              | Mitchelton-Scott         | 68 pts                   |                          |
| 7.º                      | Elia Viviani             | Quick-Step Floors        | 66 pts                   |                          |
| 8.º                      | Michał Kwiatkowski       | Team Sky                 | 66 pts                   |                          |
| 9.º                      | Alessandro De Marchi     | BMC Racing Team          | 63 pts                   |                          |
| 10.º                     | Thibaut Pinot            | Groupama-FDJ             | 56 pts                   |                          |

### Clasificación de la montaña
| Clasificación de la montaña | Clasificación de la montaña | Clasificación de la montaña | Clasificación de la montaña | Clasificación de la montaña |
| Ciclista                    | Ciclista                    | Equipo                      | Puntos                      |                             |
| --------------------------- | --------------------------- | --------------------------- | --------------------------- | --------------------------- |
| 1.º                         | Thomas de Gendt             | Lotto-Soudal                | 74 pts                      |                             |
| 2.º                         | Luis Ángel Maté             | Cofidis, Solutions Crédits  | 64 pts                      |                             |
| 3.º                         | Bauke Mollema               | Trek-Segafredo              | 60 pts                      |                             |
| 4.º                         | Benjamin King               | Dimension Data              | 56 pts                      |                             |
| 5.º                         | Pierre Rolland              | EF Education First-Drapac   | 31 pts                      |                             |
| 6.º                         | Miguel Ángel López          | Astana                      | 25 pts                      |                             |
| 7.º                         | Thibaut Pinot               | Groupama-FDJ                | 22 pts                      |                             |
| 8.º                         | Simon Yates                 | Mitchelton-Scott            | 22 pts                      |                             |
| 9.º                         | Michael Woods               | EF Education First-Drapac   | 20 pts                      |                             |
| 10.º                        | Michał Kwiatkowski          | Team Sky                    | 17 pts                      |                             |

### Clasificación de la combinada
| Clasificación de la combinada | Clasificación de la combinada | Clasificación de la combinada | Clasificación de la combinada | Clasificación de la combinada |
| Ciclista                      | Ciclista                      | Equipo                        | Puntos                        |                               |
| ----------------------------- | ----------------------------- | ----------------------------- | ----------------------------- | ----------------------------- |
| 1.º                           | Alejandro Valverde            | Movistar Team                 | 14 pts                        |                               |
| 2.º                           | Miguel Ángel López            | Astana                        | 14 pts                        |                               |
| 3.º                           | Simon Yates                   | Mitchelton-Scott              | 15 pts                        |                               |
| 4.º                           | Thibaut Pinot                 | Groupama-FDJ                  | 26 pts                        |                               |
| 5.º                           | Benjamin King                 | Dimension Data                | 36 pts                        |                               |
| 6.º                           | Steven Kruijswijk             | LottoNL-Jumbo                 | 39 pts                        |                               |
| 7.º                           | Rafał Majka                   | Bora-Hansgrohe                | 45 pts                        |                               |
| 8.º                           | Dylan Teuns                   | BMC Racing Team               | 45 pts                        |                               |
| 9.º                           | Nairo Quintana                | Movistar Team                 | 47 pts                        |                               |
| 10.º                          | Michał Kwiatkowski            | Team Sky                      | 51 pts                        |                               |

### Clasificación por equipos
| Clasificación por equipos | Clasificación por equipos                | Clasificación por equipos | Clasificación por equipos |
| Equipo                    | Equipo                                   | Tiempo                    |                           |
| ------------------------- | ---------------------------------------- | ------------------------- | ------------------------- |
| 1.º                       | Movistar Team                            | 207 h 31 min 18 s         |                           |
| 2.º                       | Bahrain-Merida                           | + 2 min 19 s              |                           |
| 3.º                       | Bora-Hansgrohe                           | + 28 min 24 s             |                           |
| 4.º                       | Sky                                      | + 32 min 58 s             |                           |
| 5.º                       | AG2R La Mondiale                         | + 42 min 33 s             |                           |
| 6.º                       | EF Education First-Drapac p/b Cannondale | + 43 min 48 s             |                           |
| 7.º                       | Dimension Data                           | + 46 min 48 s             |                           |
| 8.º                       | Lotto NL-Jumbo                           | + 1 h 00 min 39 s         |                           |
| 9.º                       | Mitchelton-Scott                         | + 1 h 01 min 16 s         |                           |
| 10.º                      | Astana                                   | + 1 h 04 min 01 s         |                           |

## Abandonos
- Rohan Dennis, no tomó la salida.[2]
- Mark Padun, abandonó durante el transcurso de la etapa.[2]
- Jordi Simón, abandono durante la etapa debido a una caída con fractura de húmero.[2]